# Molen van de Kerkepolder
De Molen van de Kerkepolder is een weidemolen in Wognum.

## Geschiedenis
De molen is een weidemolen die is gebouwd in 1866, ter bemaling van de Kerkepolder. Dit was een polder van ca. 17 ha., die eigendom was van de Nederlands Hervormde Gemeente van Wognum. Toen in 1948 het overtollige water middels een duiker onder de Zomerdijk kon worden afgevoerd, hield de polder op te bestaan en werd de molen overbodig. In 1979 werd hij overgedragen aan de Stichting De Westfriese Molens. De Kerkepolder is tegenwoordig eigendom van de stichting Landschap Noord-Holland, die het waterpeil in de polder wil verhogen. De molen heeft dan nauwelijks meer een functie.
Voorheen voerde de molen het water op middels een vijzel; tegenwoordig gebeurt dit met een waaierpomp.